# Wat Phra That Doi Suthep

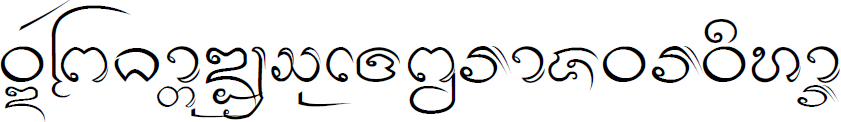
„Wat Phra That Doi Suthep“ in Lan-Na-Schrift

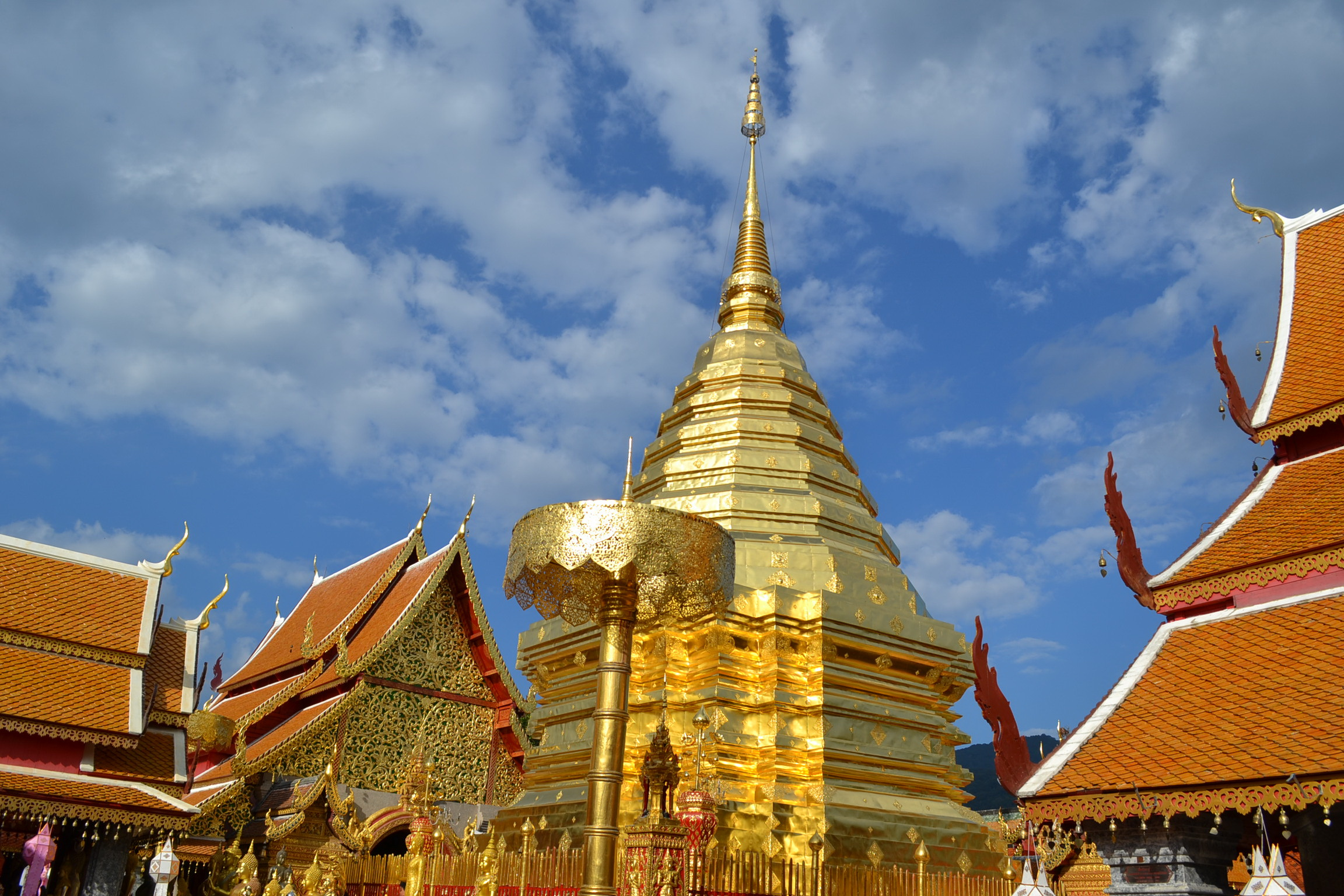
Die Goldene Chedi mit einem Zeremonienschirm im Wat Doi Suthep

Wat Phra That Doi Suthep (vollständiger Name: Wat Phra That Doi Suthep Ratcha Woraviharn, thailändisch วัดพระธาตุ ดอยสุเทพ ราชวรวิหาร) ist eine buddhistische Tempelanlage (Wat) in Chiang Mai, Nordthailand. Er ist ein Königlicher Tempel Zweiter Klasse.
Wat Phra That Doi Suthep ist das Wahrzeichen Chiang Mais und liegt etwa 15 km westlich vom Stadtzentrum. Besonders bekannt ist die vergoldete Chedi, die eine Reliquie des Buddha enthalten soll. Die Tempelanlage selbst erreicht man über eine langgezogene Treppe, deren Geländer mit Schlangen verziert sind.
Wat Phra That Doi Suthep liegt an den Hängen des Doi-Suthep-Berges im Nationalpark Doi Suthep-Pui. Der 261,06 km² große Park wurde 1981 als der 24. Nationalpark Thailands eröffnet.

## Gründungsgeschichte
Um die Gründung des Wat Doi Suthep ranken sich Legenden. Eine besagt, dass im Jahr 1371 der Mönch Sumana aus Sukhothai eine Reliquie des Buddha mitbrachte, die im Wat Suan Dok in der dortigen Chedi verwahrt werden sollte. Jedoch teilte sich plötzlich die Reliquie. Es erschien nicht verheissungsvoll, nun beide Teile dort aufzubewahren. Also befestigte man den zweiten Teil auf dem Rücken eines Weißen Elefanten, der danach frei gelassen wurde. Der Elefant steuerte direkt den Berg Doi Suthep an, und nach einer dreitägigen Wanderung, auf der er dreimal Rast machte, gelangte er an einen Felsvorsprung, unter dem der Einsiedler Wasuthep lebte. Dort trompetete der Elefant dreimal, kniete nieder und verendete. So gab es keinen Zweifel, dass hier der Platz sei, einen Tempel zu bauen, um die Reliquie zu verwahren.
Zuerst wurde eine 7 Meter hohe Chedi erbaut, in dessen Innern die Reliquie platziert wurde. In der Regierungszeit von König Muang Kaeo wurde die Chedi 1525 auf eine Höhe von 16 Metern vergrößert und erhielt ihre heutige oktogonale Form mit einem Durchmesser am Sockel von 12 Metern. Eine Straße wurde erst 1935 zum Tempel gebaut. Dies geschah auf Initiative des berühmten Mönchs Khru Ba Srivichai.

## Sehenswürdigkeiten
- Naga-Treppe – Vom modernen Parkplatz am Fuße des Tempels gelangt man in den Tempelbezirk über eine Treppe mit 200 Stufen, deren Geländer von den Körpern zweier riesiger Nagas gebildet wird. Treppen dieser Art sind in Lanna-Tempeln häufig zu sehen. Diese Treppe wurde im 16. Jahrhundert von einem gewissen „Phra Mekuti“ erbaut.
- Statue des Einsiedlers Wasuthep im Vorhof.
- Glockenspiel – im Vorhof hängen mehrere Reihen kleinerer Glocken, die von den Pilgern der Reihe nach mit einem Holzklöppel angeschlagen werden.
- Glockenturm (Hor Rakhang) – eigentlich ein Gongturm, ein Gong von etwa 2 Metern Durchmesser hängt hier in einem runden Gebäude aus grauem Marmor.
- Statue des Weißen Elefanten im Vorhof.
- Wandelgang (Phra Rabieng) – Das eigentliche Heiligtum des Tempels wird von einer nach innen offenen Galerie umgeben, die 1806 in der Regierungszeit von König Chao Kawila erbaut wurde. An den vier Seiten wird die Galerie durch vier Gebäude unterbrochen, zwei Viharns und zwei kleineren Kapellen. Rechts und links neben dem Viharn der Südwestmauer befinden sich zwei Treppen, die den Zugang von der unteren zur oberen Terrasse bieten. An den Innenwänden des Wandelgangs befinden sich Wandmalereien aus neuerer Zeit, die das Leben des Buddha beschreiben.
- Viharn – an den Innenwänden des südöstlichen Viharn befinden sich Wandmalereien, die die Legende der Gründung des Tempels beschreiben.
- Die Goldene Chedi – die achteckige Chedi ist mit vergoldeten Kupferplatten bedeckt. Sie wird von einem quadratischen Zaun umgeben, dessen obere Hälfte vergoldet ist. An den vier Ecken befinden sich filigrane Chat, zeremonielle Schirme im burmesischen Stil, deren würfelförmige Sockel mit goldenen Reliefs des mythologischen Elefanten Erawan und mythologischen siamesischen Löwen (Singha) verziert sind, das goldene Standrohr ist einem Bambusrohr nachempfunden.

## Eindrücke

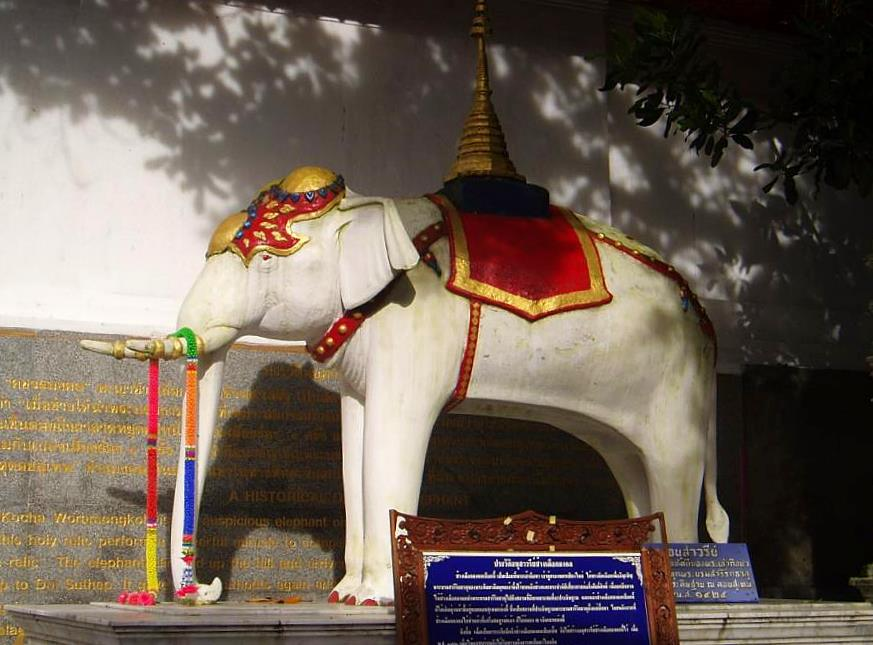
Der Weiße Elefant, der den Gründungsplatz des Tempels fand.
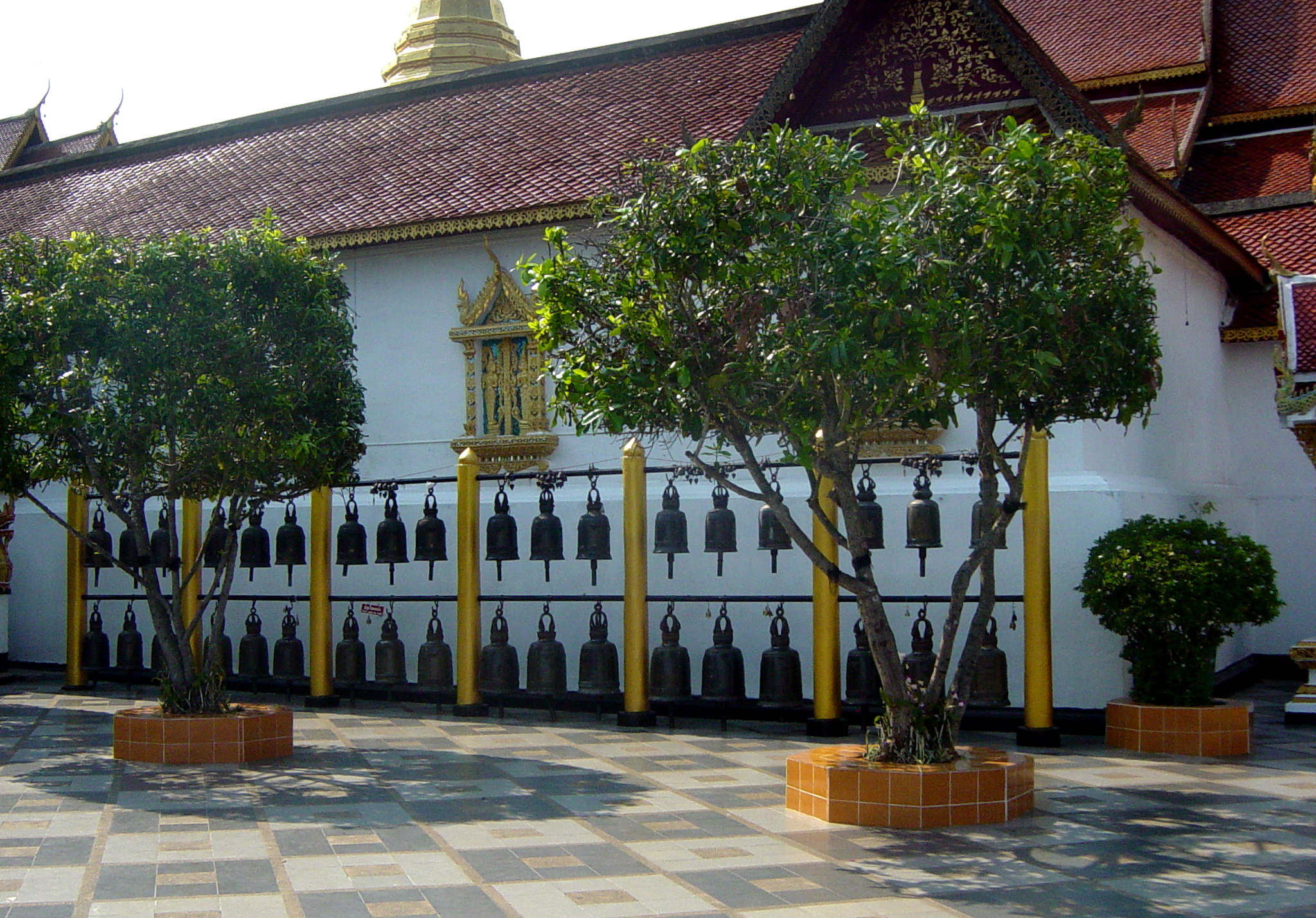
Glockenspiel im Vorhof, entlang der äußeren Mauer des Phra Rabieng
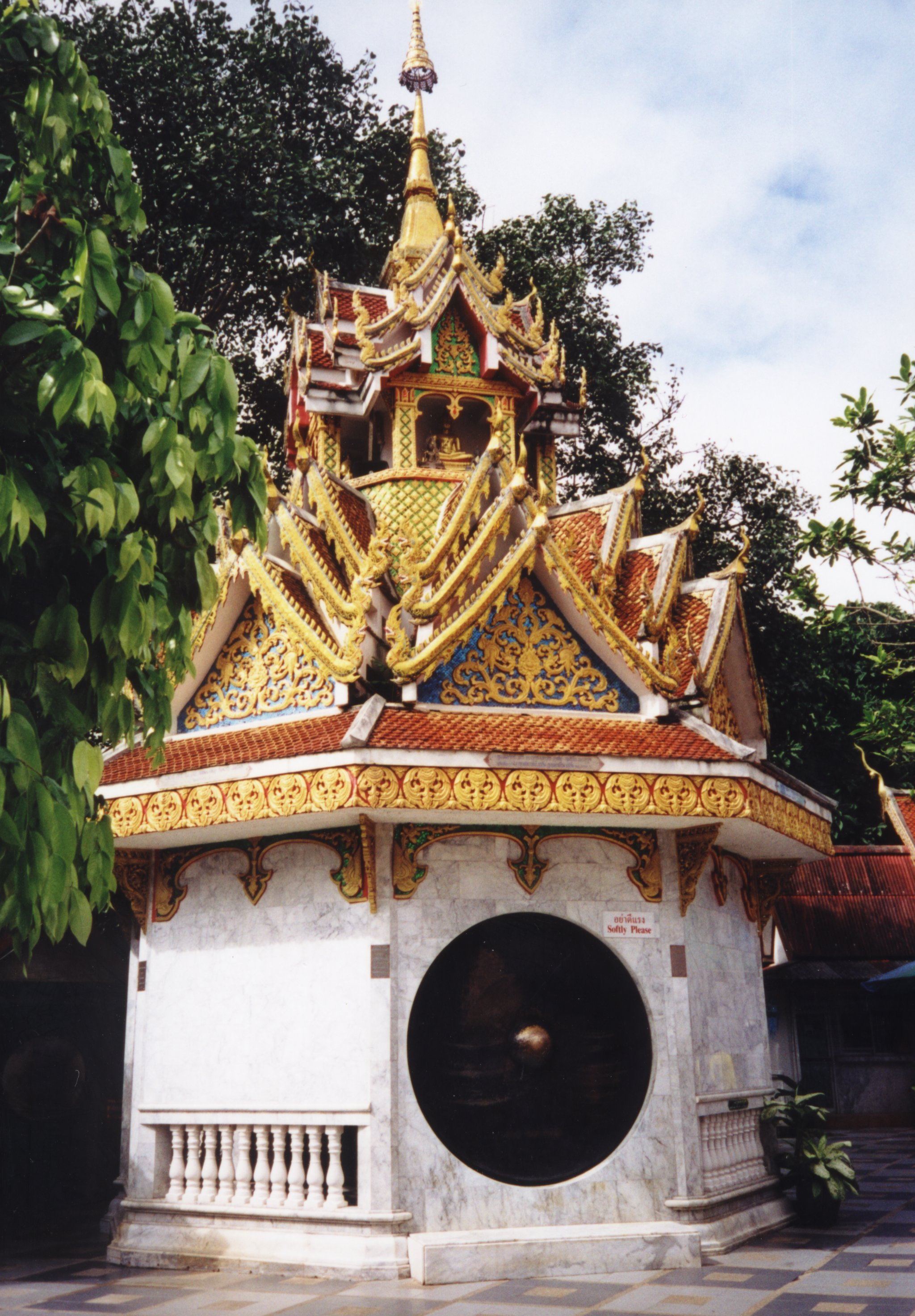
Der Glockenturm (Hor Rakhang) im Vorhof
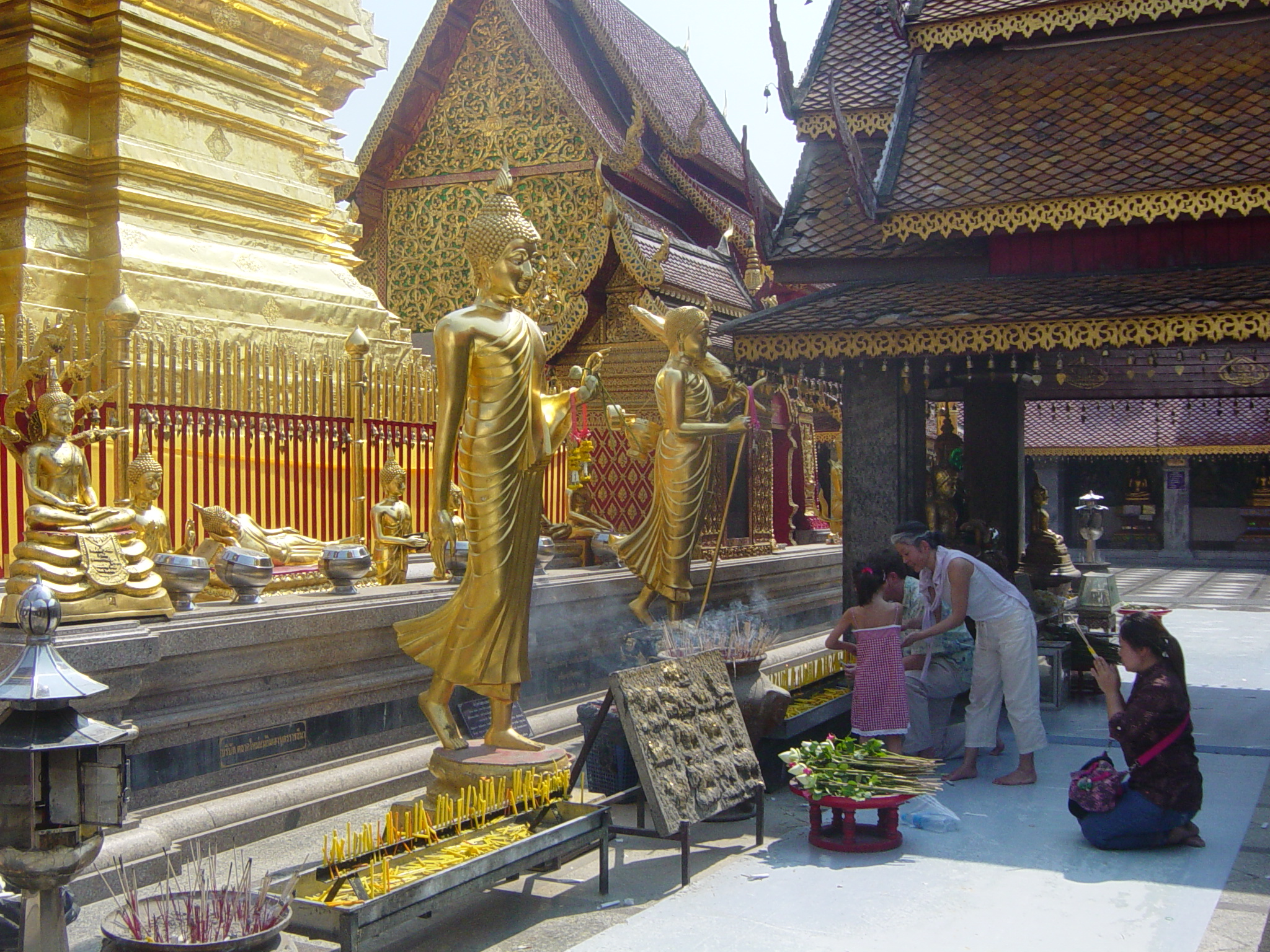
Buddhafiguren am Rand der großen Chedi
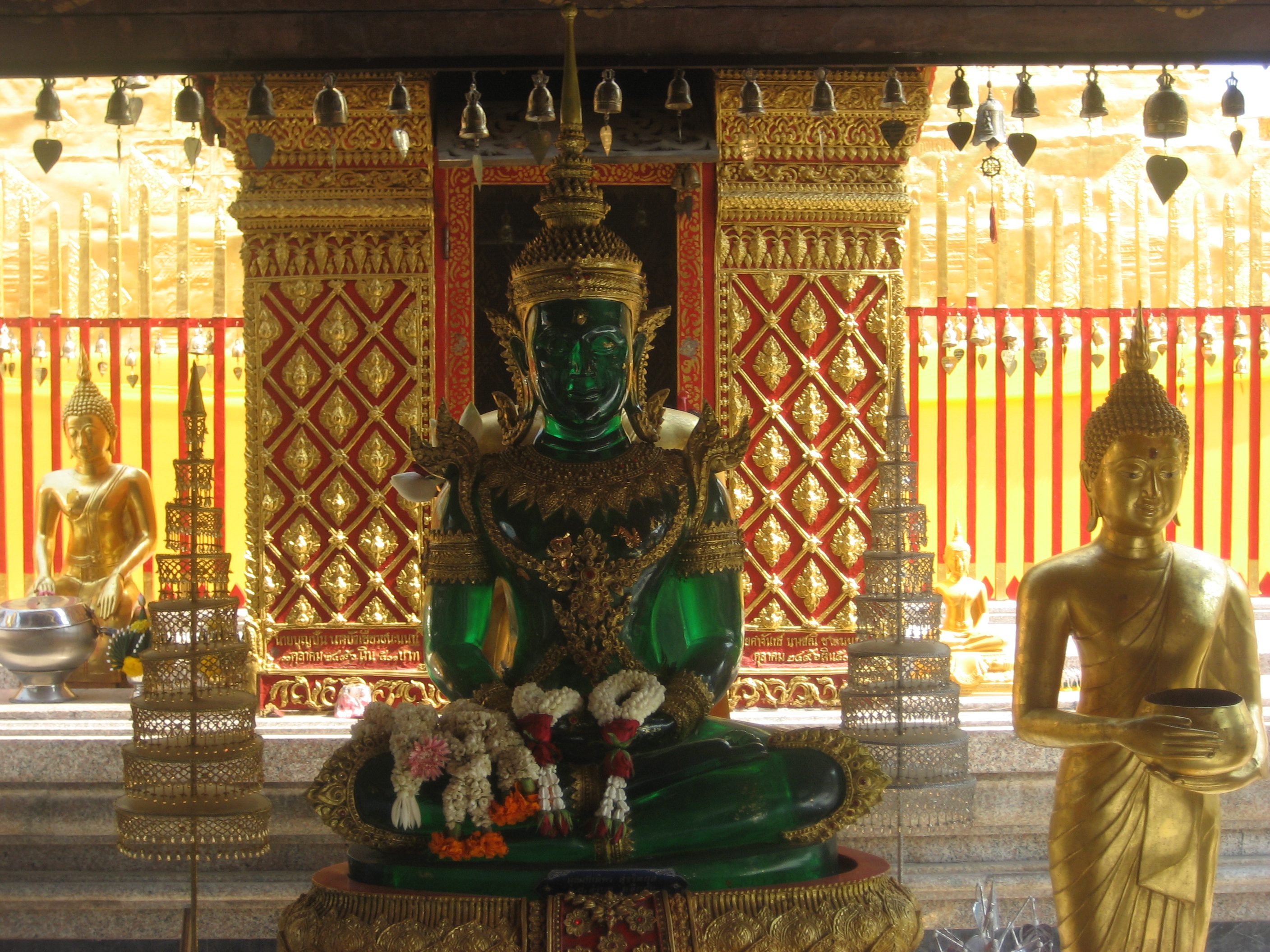
Buddhastatue aus Kristall am Fuße der Chedi
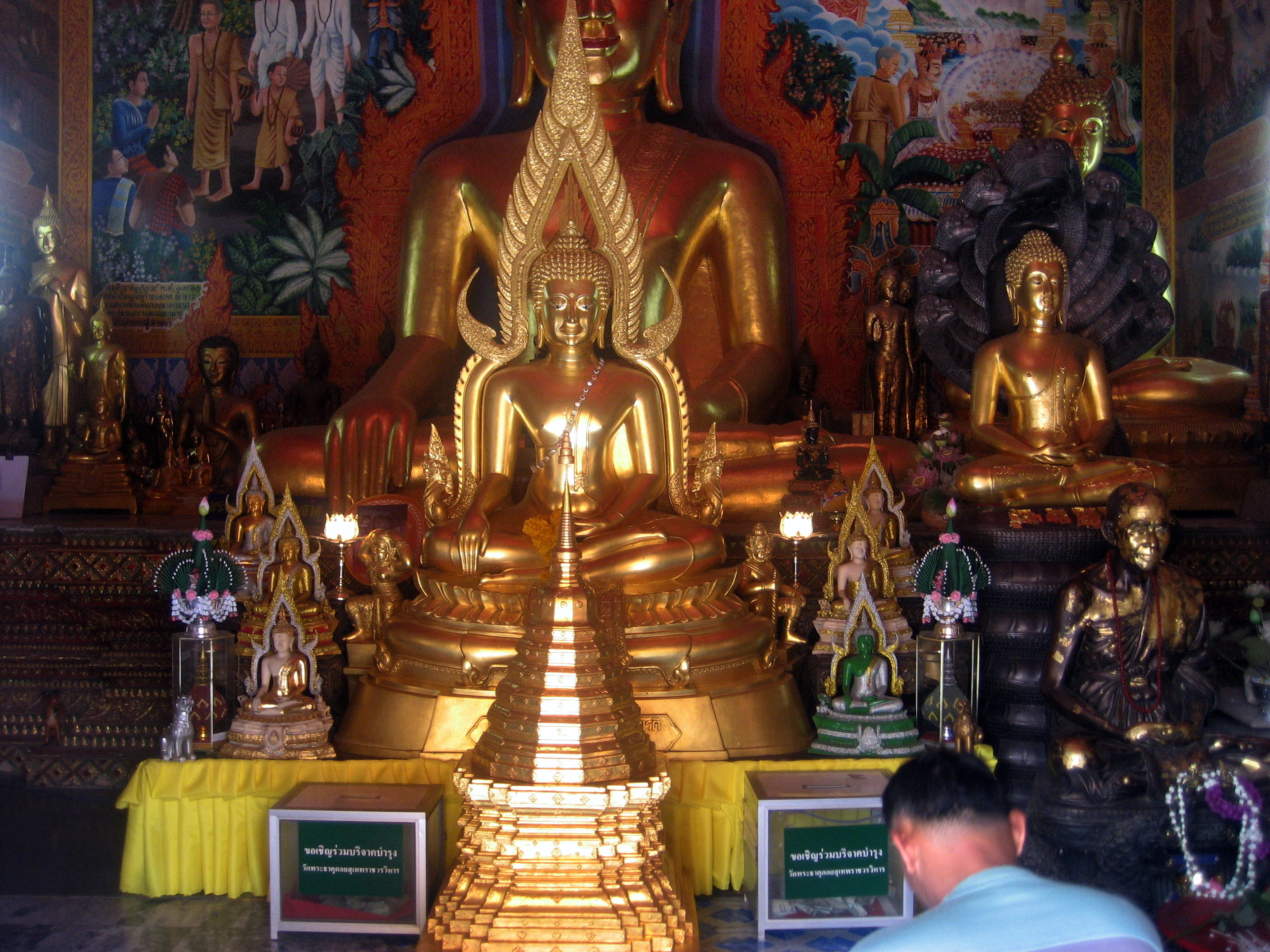
Statuen im Viharn
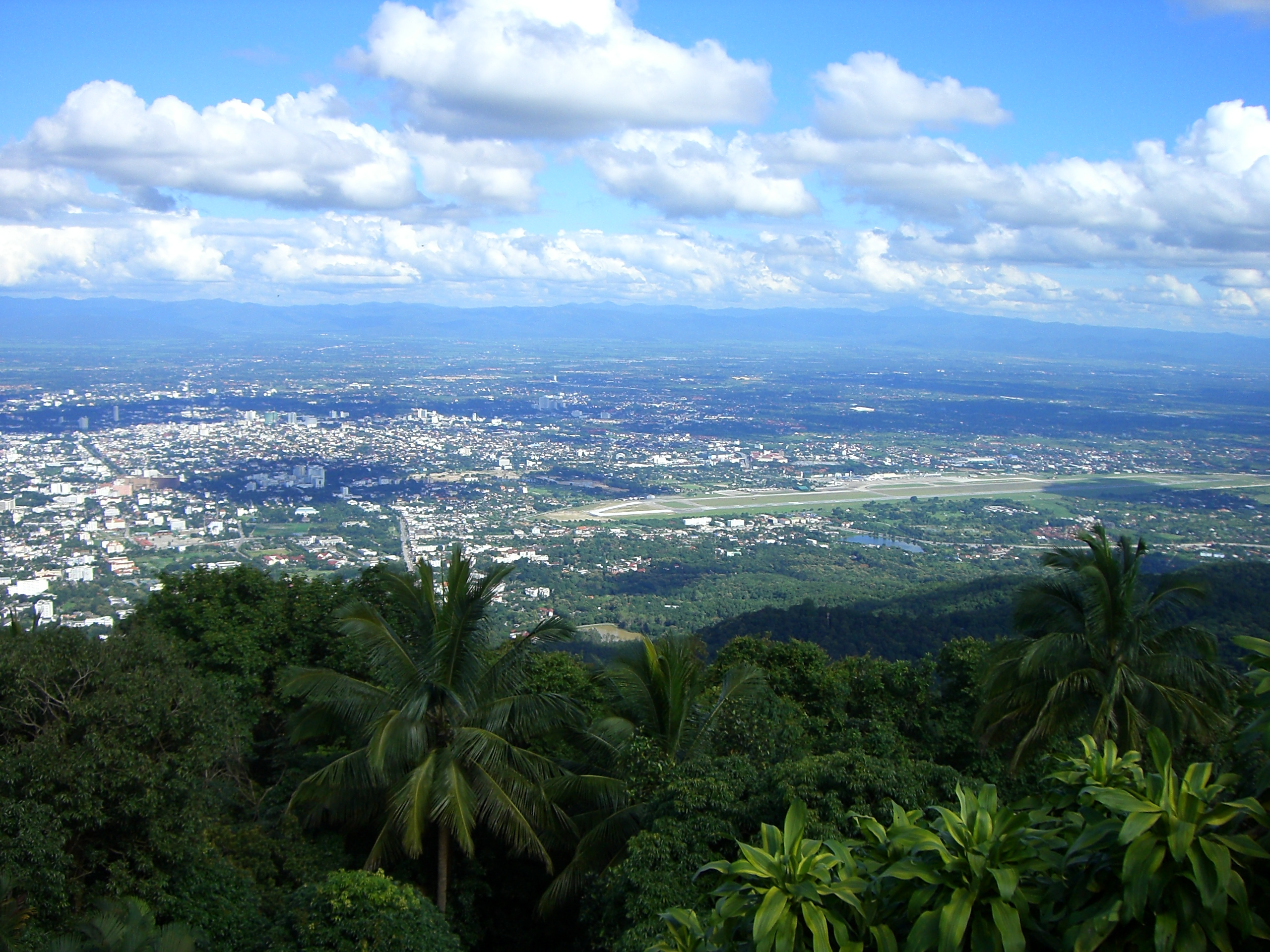
Ausblick vom Wat Doi Suthep über Chiang Mai
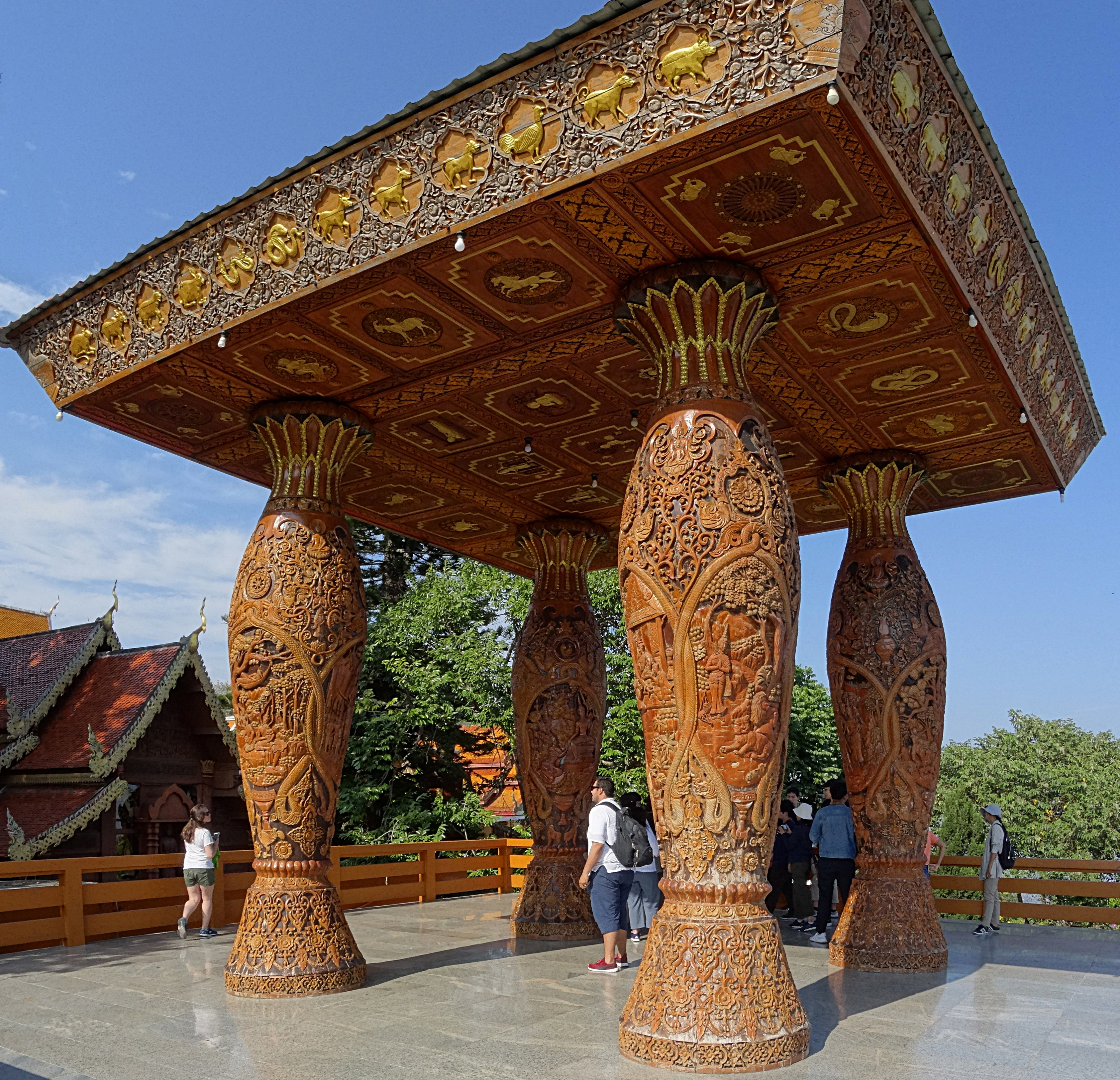
Prunkvolles Zierdach auf dem Plateau